# 苗栗縣城隍廟
苗栗縣城隍廟是臺灣清治時期苗栗縣城的城隍廟，1889年由首任苗栗縣知縣林桂芬為安定當地民心，乃倡議興建城隍廟並召集地方仕紳參與建設，1912年遷址今南苗市場境內重建，1974年改建為現貌迄今。

## 沿革

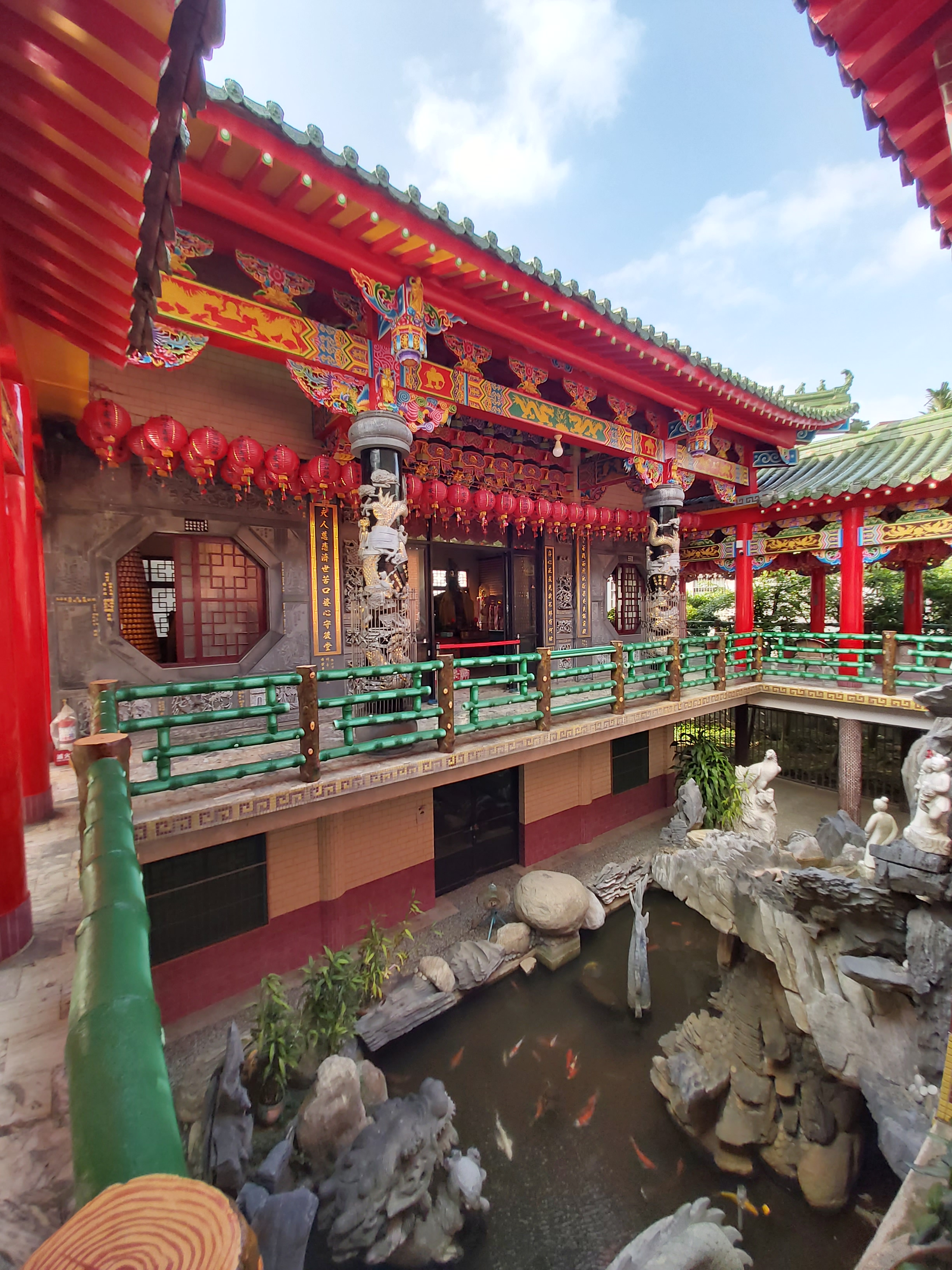
城隍廟後殿

苗栗縣城原先的城隍廟於清光緒十五年（1889年）由知縣林桂芬諭飭仕紳董事擧人謝維岳、中書科中書劉宣才、幫職員徐炳文、例貢劉聯科等倡捐建造，並聘請地理師卜地，在縣署前、芒埔南側今建功里縣屠宰公會附近建廟，原建物格局三堂兩廊，計共19間。隔年由知縣林桂芬著有新建碑記，立於外墻左邊墻角，該古碑為苗栗縣設縣百年的遺跡見證。1895年甲午戰爭後，臺灣進入日治時期，苗栗縣城隍廟逯爲日軍佔用，一時無人管理，從此瓦消壁剝、神光黯淡。1912年春，苗栗居民鑑於城隍廟廟址過小，於今日中苗現址覓地重建。1914年前後修竣完工，之後曾歷經多次翻修。1945年臺灣光復，1970年廟方耗費鉅資參考當時全臺的城隍廟建築重新改建苗栗縣城隍廟，建坪五百餘坪，為苗栗縣境內規模最大的廟宇。1974年改建後的廟宇為二層中國宮殿式建築，第一層為大禮堂，供信徒利用作為舉辦各種活動之用；第二層以上為廟堂本體。

## 祀神
苗栗縣城隍廟主祀城隍尊神，同祀城隍夫人、城隍太子、福德正神、陰陽司公等各路司官。

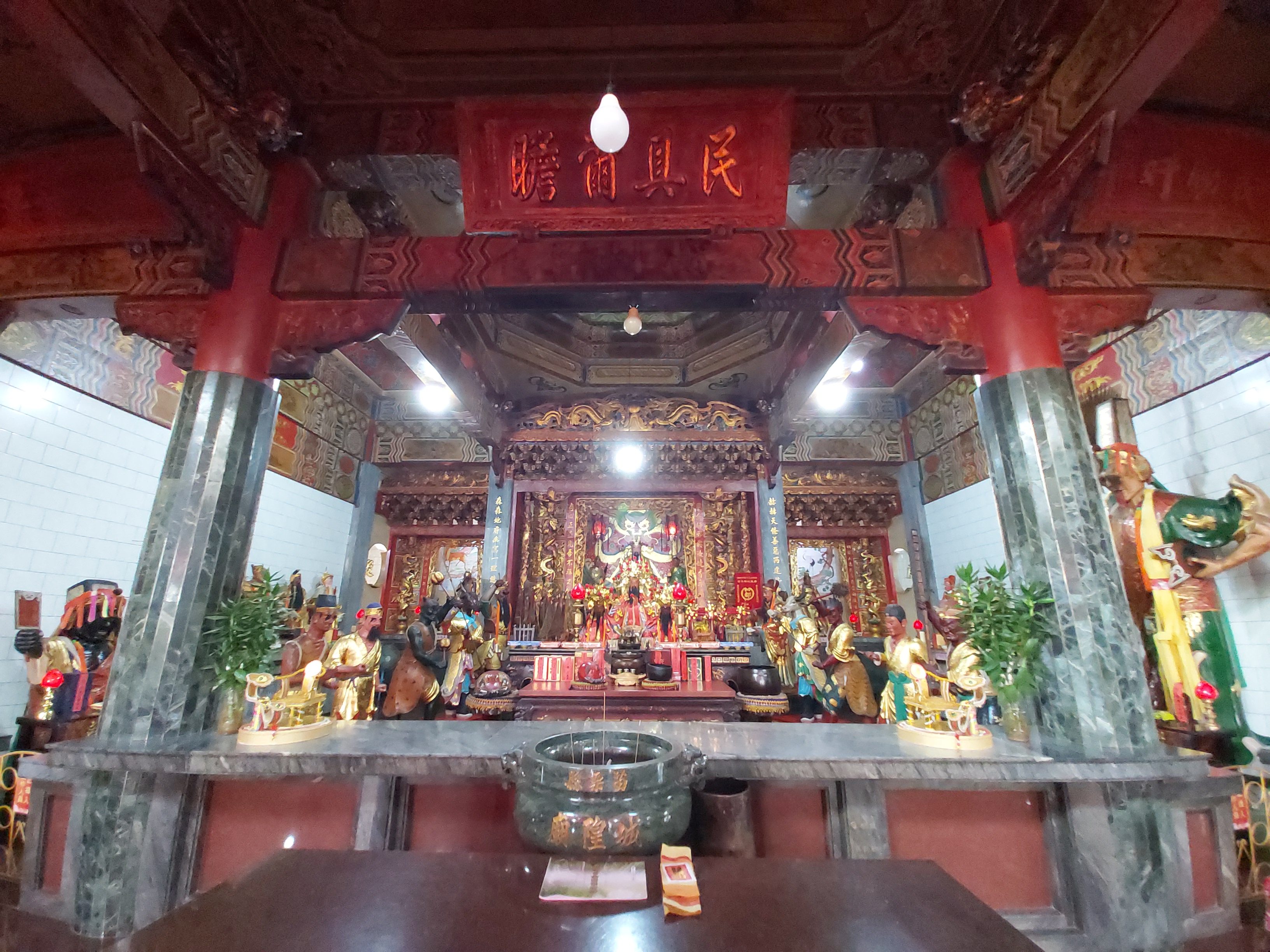
正殿室內
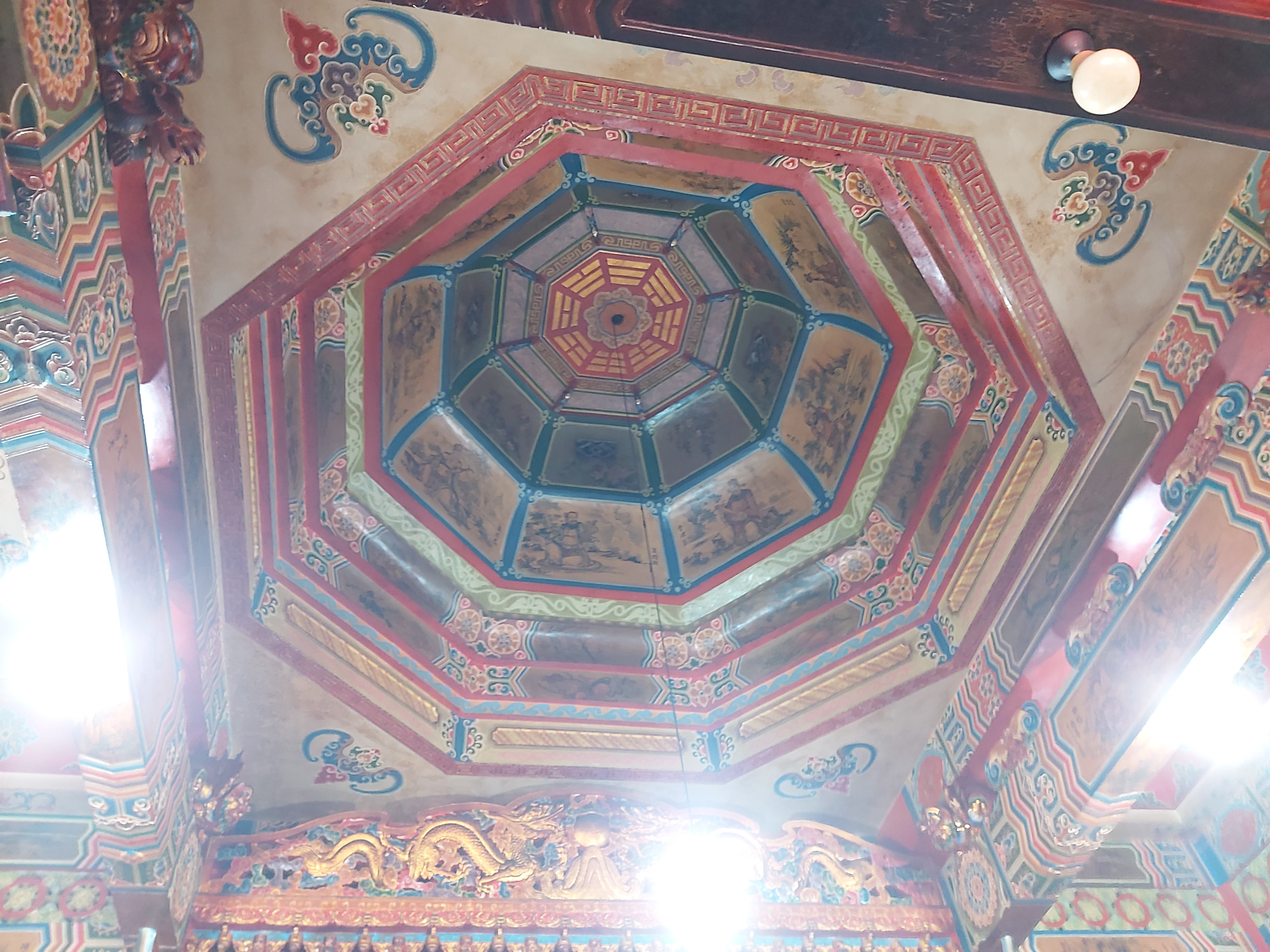
正殿藻井
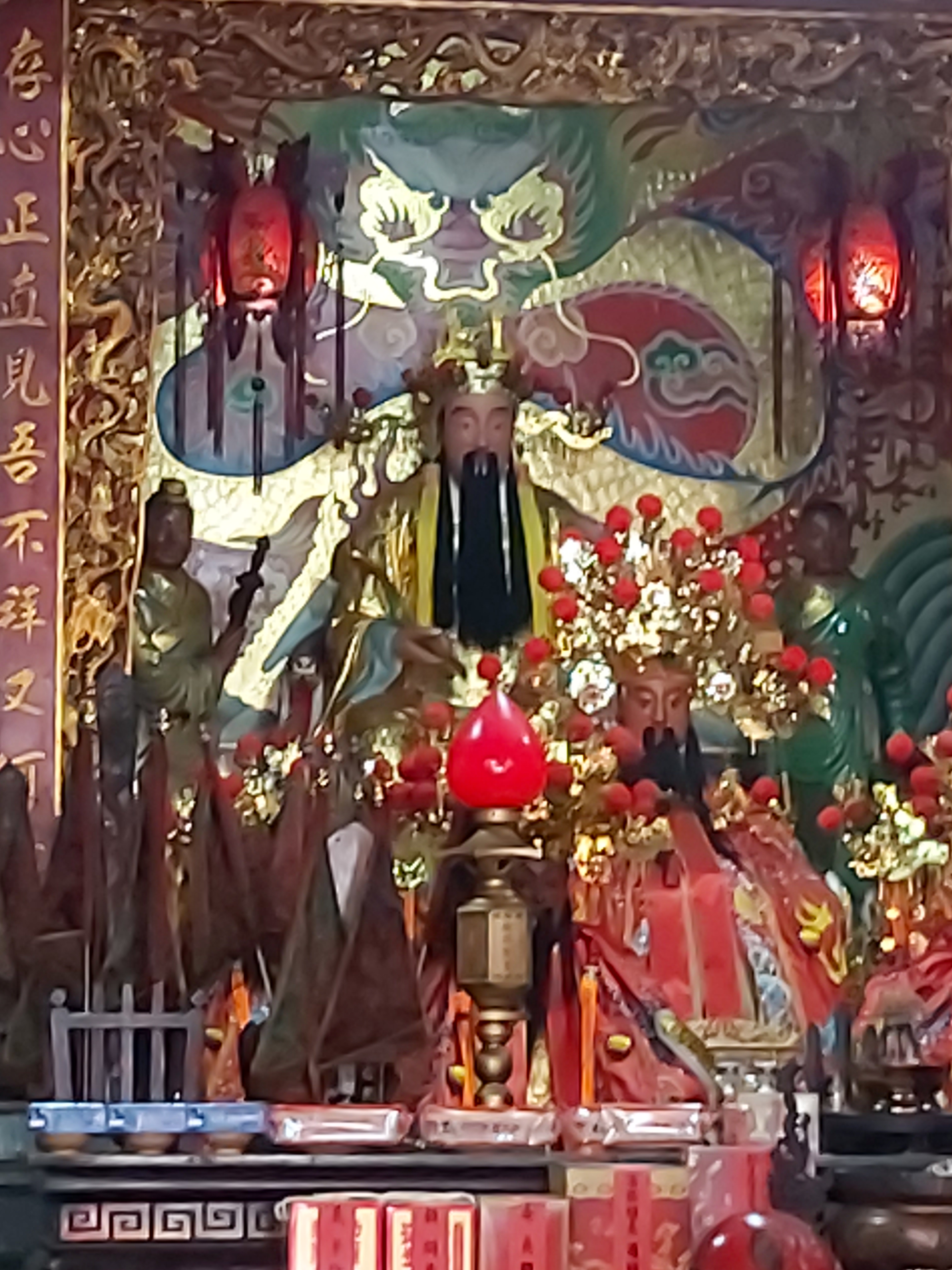
城隍尊神
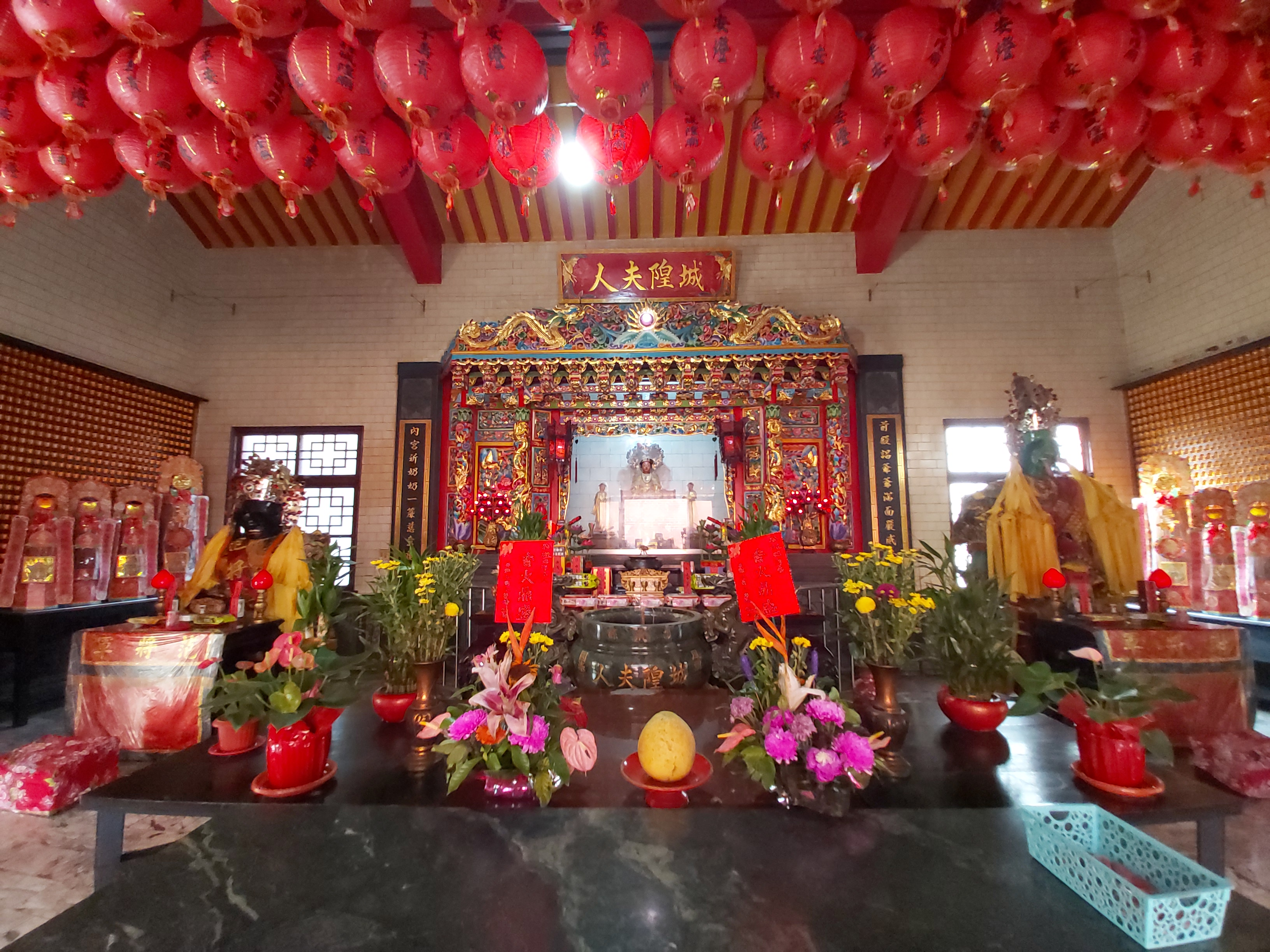
後殿室內
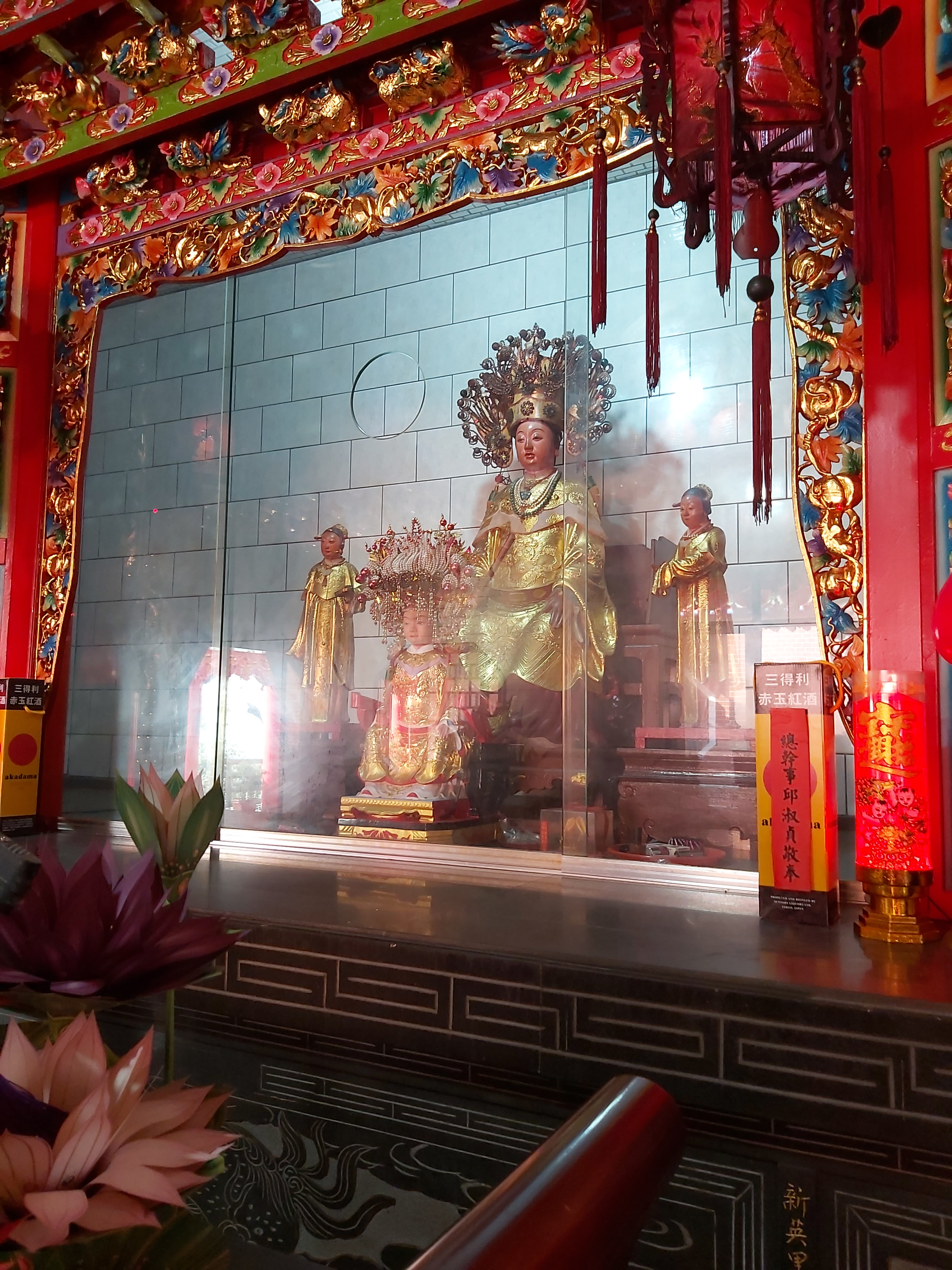
城隍夫人
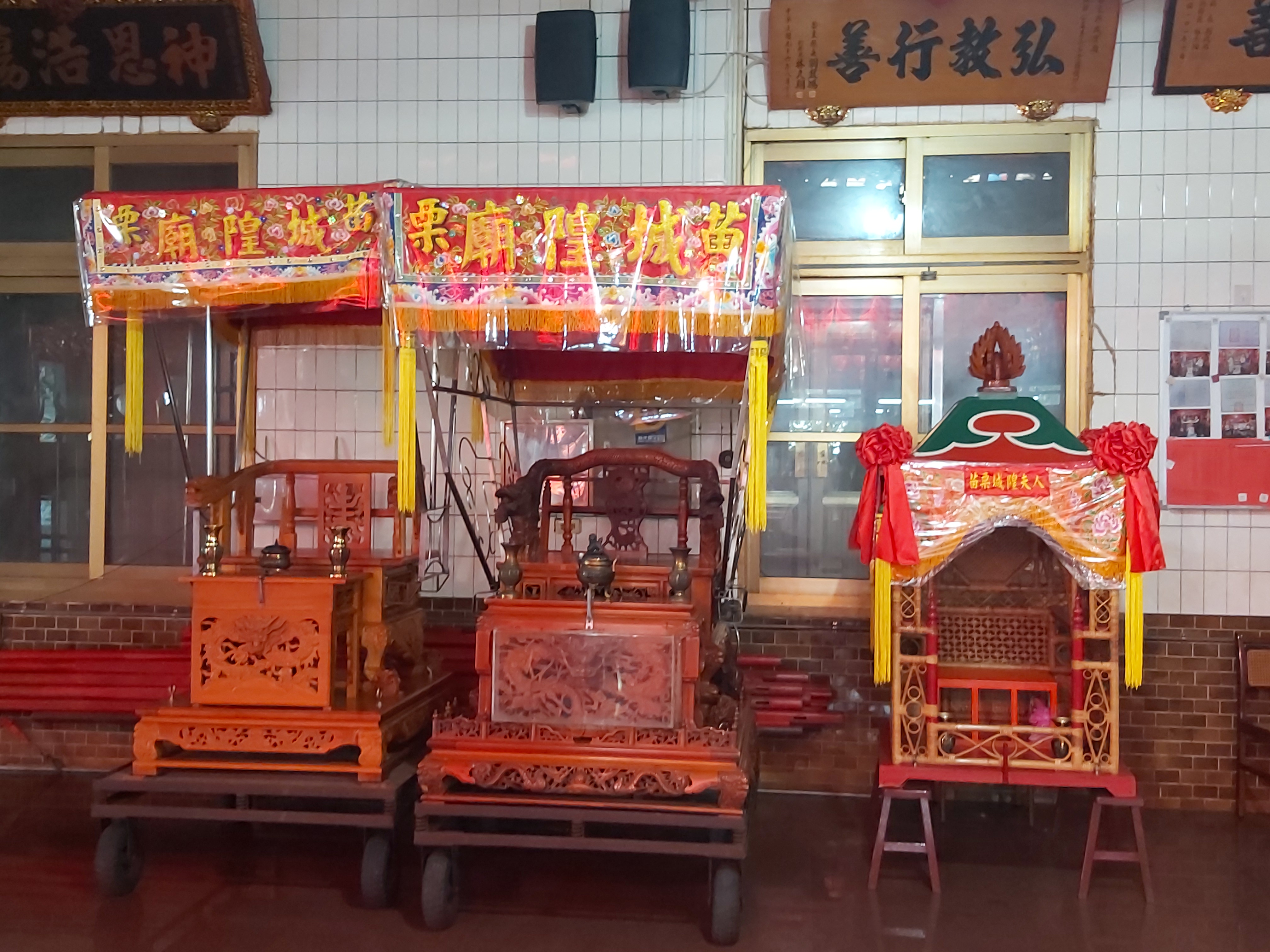
神轎